# 北條氏堯
北條氏堯（日语：ほうじょう うじたか，1522年4月11日—1562年？5月10日）是日本战国时代武将。后北条氏一族第2代当主・北条氏纲的四男，也是北条氏康、北条为昌之弟。幼名菊王丸。通称十郎，官位为左卫门佐。

## 生平
三兄为昌死后，由叔父北条幻庵担任后见人，任上野平井城城将。从弘治年间进军房总半岛开始活跃。永禄3年（1560年）幻庵的长子三郎去世，因而继任武藏小机城主。第二年长尾景虎出兵关东时氏尧进入河越城抵御住了长尾军的攻击（小田原之战）。另一方面根据伊达氏的史料《伊達文書》，也在跟伊达氏进行外交交渉，对后北条氏来说是重要的武将。
然而永禄5年（1562年）以来关于氏尧的资料就没有再发现，恐怕在此前后就已经去世了。

## 考據
很久以来事迹都和北条氏康的九男氏光所混淆。根据佐脇栄智的研究氏尧的出生年份已经确定，和氏康仅相差七岁（所以不可能是氏康之子），而且氏光的存在已经确定。现在的主流观点确定其是氏纲的四男，氏康的弟弟。这一问题的根源在于氏康的后代中有明确的出生年份的只有氏政、氏规和桂林院（北条夫人），所以后世才有了诸多说法。另一方面，有说法认为氏康的六男（一说七男）氏忠和氏光其实是氏尧之子，氏尧去世后成为了氏康的养子。
另有一女为正木赖忠正室（一说其实是北条氏隆或者田中泰行之女）。